# Tibor Czinkán
Tibor Czinkán (Székesfehérvár, 10 agosto 1929 – 20 dicembre 2013) è stato un cestista ungherese.

## Carriera
Con l'Ungheria ha disputato i Giochi olimpici di Helsinki 1952 e quattro edizioni dei Campionati europei (1953, 1955, 1957, 1959).